# Sternmotor

Animation eines Sternmotors

Der Sternmotor ist eine Bauform des Hubkolben-Verbrennungsmotors, bei der mehrere Motorzylinder sternförmig radial um die Kurbelwelle herum angeordnet sind. Sternmotoren arbeiten überwiegend nach dem Viertakt-Ottoverfahren, aber auch Diesel- oder Zweitaktmotoren oder Kombinationen dieser Bauweisen sind möglich. Sie finden vorwiegend Verwendung als Luftfahrtantriebe. Üblich sind bei diesen Motoren feststehende Gehäuse und eine rotierende Kurbelwelle, es wurden aber auch Umlaufmotoren gebaut, bei denen die Kurbelwelle stillsteht und der Zylinderstern rotiert.

## Technik
Beim Sternmotor sind die Achsen aller Zylinder einer Zylinderreihe in einer senkrecht zur Drehachse der Kurbelwelle stehenden Ebene in gleichmäßigen Winkelabständen radial um diese Achse angeordnet.

### Kurbeltrieb

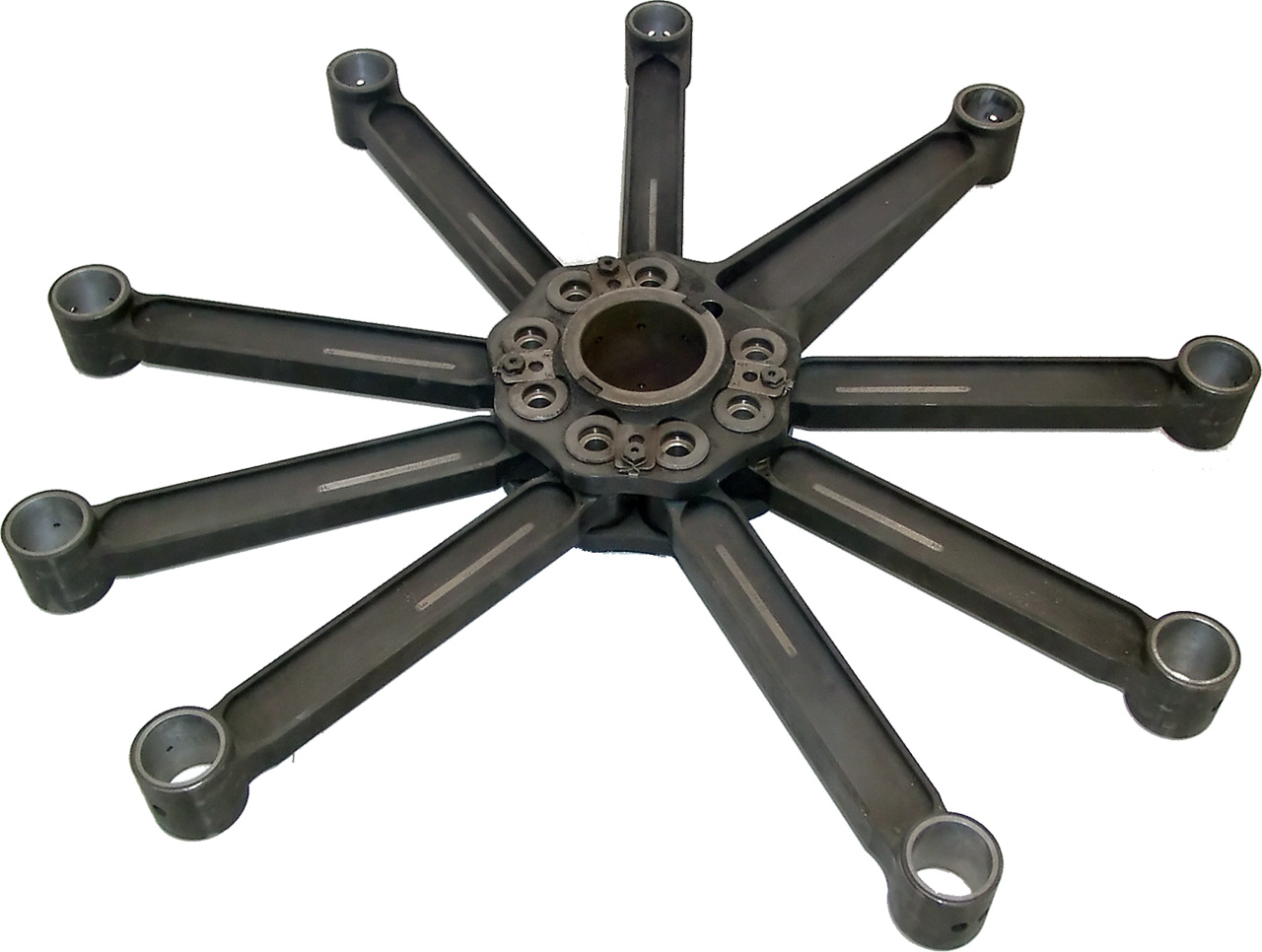
Hauptpleuel (zeigt nach rechts oben) und acht Nebenpleuel eines 9-Zylinder-Sternmotors (BMW 132)

Abweichend von anderen mehrzylindrigen Motorkonzepten hat jeder Zylinderstern nur eine einfach gekröpfte Kurbelwelle. Während bei den meisten anderen Kolbenmotoren jeder Kolben über sein Pleuel unmittelbar mit einem Hubzapfen der Kurbelwelle verbunden ist, findet sich eine direkte Verbindung beim Sternmotor nur bei einem der Pleuel, nämlich dem Hauptpleuel (auch Mutterpleuel genannt; in der Animation oben das obere, heller gefärbte Pleuel). Am kurbelwellenseitigen Fuß des Hauptpleuels befinden sich ringförmig um das auf dem Zapfen laufende Pleuelauge angeordnete Gelenklager; die verbleibenden Pleuel (Nebenpleuel genannt) werden über diese Gelenklager mit dem Hauptpleuelfuß verbunden. Diese Bauweise bewirkt, dass alle Kolben einer Zylinderebene über die jeweiligen Pleuel ohne Längsversatz auf einen einzigen Hubzapfen wirken können. Wie bei allen Haupt-/Nebenpleuelanlenkungen ist die Kraftlinie der Nebenpleuel – abhängig von der Kurbelwellenposition – nicht immer genau geradlinig zwischen Kolbenbolzen und Hubzapfen-Achsmitte, sondern am exzentrischen Anlenkpunkt Gelenklager fallweise etwas ausgeknickt. Daraus resultieren etwas abweichende Kolbenhübe der Nebenpleuel-Kolben gegenüber dem Hauptpleuel-Kolben (im Millimeter-Bereich). Da der komplexe und durch die Gelenklager hoch belastete Pleuelfuß des Hauptpleuels in der Regel zur Montage nicht teilbar, d. h. nur ohne abnehmbaren Pleueldeckel gefertigt werden kann, wird meist im Gegenzug eine am Hubzapfen teilbare Kurbelwelle verwendet.
Da die Oszillation aller beweglichen Bauelemente in genau einer Ebene erfolgt, entstehen keine freien Massenmomente. Die umlaufenden Massenkräfte der Pleuel und Kolben können – bei Motoren mit gerader Zylinderzahl generell oder bei Motoren mit ungerader Zylinderzahl ab fünf Zylindern – durch die Gegengewichte an den Kurbelwangen fast vollständig ausgeglichen werden, was einen vibrationsarmen Lauf zur Folge hat.

### Ventilsteuerung
Viertakt-Sternmotoren haben meist eine OHV-Ventilsteuerung mit Stoßstangen und Kipphebeln in den Zylinderköpfen. Die Ventile werden im einfachsten Fall durch eine im Kurbelgehäuse angeordnete, untersetzte Nockentrommel gesteuert; dabei sind nur ungeradzahlige Zylinderzahlen möglich.
Es sind jedoch auch Konstruktionen mit einer Nockenwelle pro Zylinder oder Ventil möglich. Im Zweiten Weltkrieg kamen auf britischer Seite auch große Stückzahlen von ventillosen Viertakt-Schiebermotoren zum Einsatz, bei denen der Ladungswechsel durch wechselweise freigegebene Öffnungen in der Laufbuchse gesteuert wurde.
Das Flugtriebwerk BMW 803 hat OHC-Ventilsteuerung, die Nockenwellen werden über Königswellen angetrieben.

### Gehäuseaufbau
Im Regelfall ist im in Flugrichtung vorderen Teil des kompakten Kurbelgehäuses bei vielen Modellen ein Propellergetriebe integriert, im rückwärtigen Teil befinden sich meist ein vom hinteren Kurbelwellenstumpf angetriebener zentraler Radiallader zur Motoraufladung und die Nebenaggregate wie Kraftstoffpumpen, Lichtmaschinen, Anlasser und die Gemischaufbereitung.

### Motorschmierung
Da durch die Bauweise ohne ausgeprägte konstruktive Ober- oder Unterseite der Einsatz einer Ölwanne am tiefsten Punkt des Ölkreislaufes nicht ohne weiteres möglich ist, kommt in der Regel eine Trockensumpfschmierung, oft sogar mit mehreren Rückförderpumpen, zum Einsatz.

### Zylinderzahl
Beim Sternmotor erreichen pro Kurbelwellenumdrehung alle Kolben eines Sternes reihum nacheinander den oberen Totpunkt.
Da beim Viertaktverfahren nur jeweils bei jeder zweiten Kurbelwellenumdrehung ein Arbeitstakt erfolgt, benötigt der Motor zum Zünden aller Zylinder zwei Umdrehungen (720° Kurbelwinkel). Zur gleichmäßigen Verteilung der Arbeitstakte aller Zylinder auf diese 720° Kurbelwinkel = zwei Kurbelwellenumdrehungen zündet fortlaufend jeder zweite Zylinder, der den oberen Totpunkt erreicht; der Zylinder dazwischen befindet sich jeweils im oberen Totpunkt des Ladungswechseltaktes (Ende Ausschieben/Beginnen Ansaugen). Bei einem Siebenzylinder-Sternmotor ergibt dies beispielsweise eine Zündzeitfolge in der Reihung 1-3-5-7-2-4-6. Die Zylinderzahl eines Zylindersterns ist bei Viertaktmotoren immer ungerade, da diese durchgängig gleichmäßige Zündfolge mit gleichen Kurbelwinkelabständen – die für die vibrationsarme Drehmomentabgabe erforderlich ist – nur mit ungeraden Zylinderzahlen erzielt werden kann. Andernfalls müssten am Ende des vollständigen Durchlaufes aller vier Takte von allen Zylindern, abweichend von der regelmäßigen Taktung, zwei benachbarte Zylinder unmittelbar hintereinander zünden, was die gleichmäßige Abfolge der Arbeitstakte in Bezug auf den Kurbelwinkel stören würde.
Ein weiterer Vorteil ungerader Zylinderzahlen ist die bessere Stabilität und Steifheit des Kurbelgehäuses, die sich daraus ergibt, dass sich bei einer ungeraden Zahl von Zylindern gegenüber jeder Zylinderbohrung ein Bereich ohne Gehäusedurchbruch findet. Die so entstehende Überlappung bietet strukturelle Vorteile. Das Gehäuse wird ohne zusätzliche Maßnahmen deutlich steifer als bei gerader Zylinderzahl.
Bei praxistauglichen Motorauslegungen in Bezug auf Bohrungs-/Hubverhältnis, Pleuellänge und Gesamtdurchmesser lassen sich bis zu neun Zylinder pro Zylinderebene um das Gehäuse anordnen. Bei Umlaufmotoren kamen aber auch bis zu elf Zylinder zum Einsatz (z. B. Siemens & Halske Sh.III), bei Stationärmotoren bis zu zwölf Zylinder (Nordberg Radial Engines).
Zweitakt-Sternmotoren können auch mit geraden Zylinderzahlen hergestellt werden, so wurde zum Beispiel 1940 von Adolf Schnürle ein 8-Zylinder-Zweitakt-Diesel-Sternmotor gebaut und ca. 10 Jahre später von Ludwig Elsbett ein 4-Zylinder-Zweitakt-Dieselmotor in seinem Pkw-Prototyp verwendet.

## Bauformen

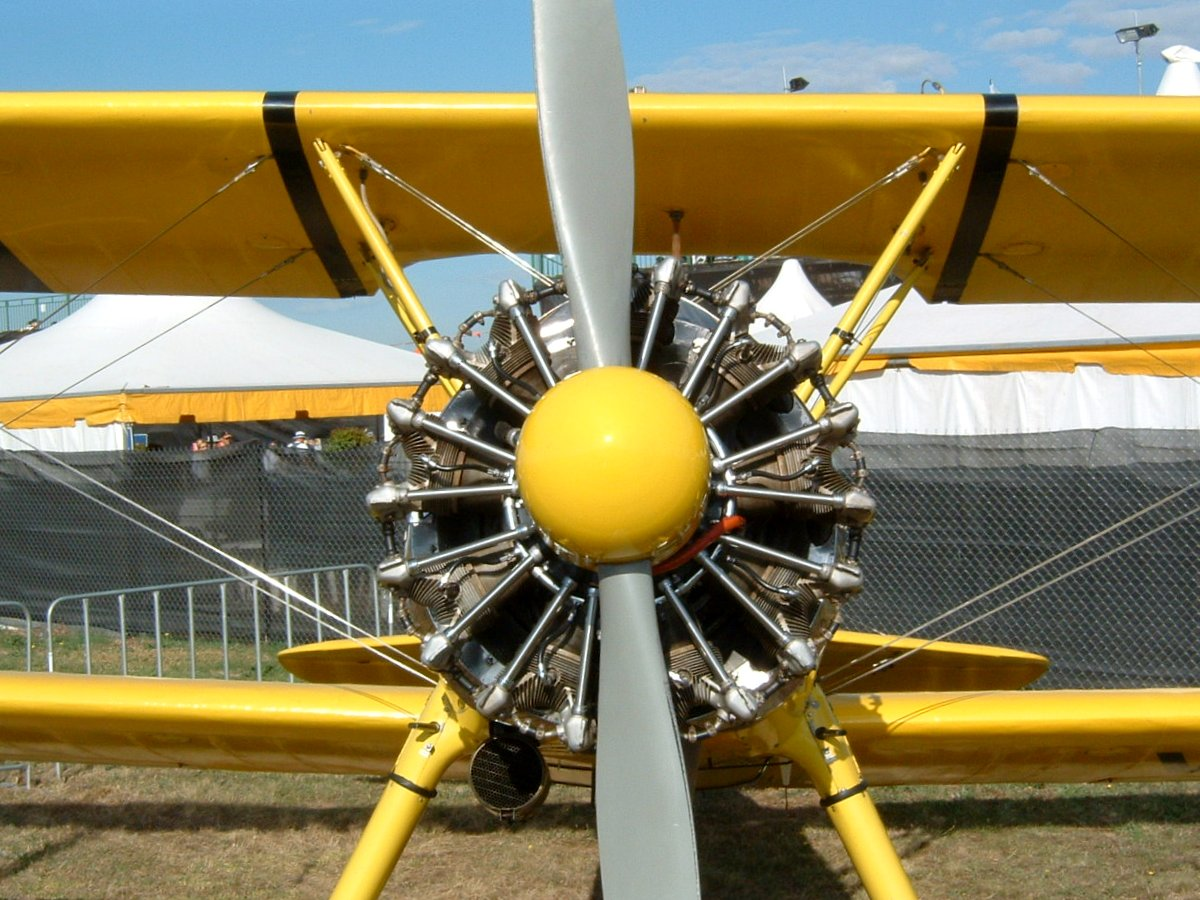
Neunzylinder-Sternmotor einer Boeing Stearman PT-13D

Ursprünglich wurden Sternmotoren nur einreihig ausgeführt. Als mehr Leistung gefordert wurde, für die man nicht genug Zylinder nebeneinander anordnen konnte, wurden zweireihige Sternmotoren (auch Doppelsternmotoren genannt) entwickelt: Zwei Zylindersterne wurden hintereinander angeordnet. Mit weiter steigenden Leistungsanforderungen wurden auch vierreihige Sternmotoren produziert, wie zum Beispiel der Pratt & Whitney Wasp Major mit 28 Zylindern in vier Reihen.
Zwei oder mehr Zylindersterne werden bei luftgekühlten Motoren versetzt angeordnet, so dass die Zylinder des hinteren Sterns jeweils hinter den Zwischenräumen im vorderen Stern zu stehen kommen. Vorteil dieser Anordnung ist ein besserer Kühlluftstrom über alle Zylinder. Außerdem ist der Zündabstand etwas gleichmäßiger. Bei wassergekühlten Motoren wurden die Sterne nicht versetzt, dies nennt man Reihensternmotor.
Wassergekühlte Sternmotoren sind relativ selten gebaut worden. Anwendungen waren zum Beispiel der Bau von Motoren für tropisches Klima, die sich mit Wasser zuverlässiger kühlen ließen, oder später der Bau kompakter Mehrreihen-Sternmotoren wie des Jumo 222, eines Vierfach-Sternmotors ohne Zylinderversatz, der eine Mischform zum Reihensternmotor ist.
Sternmotoren können auch als Umlaufmotoren realisiert werden. Bei Flugmotoren des Ersten Weltkrieges war die Kurbelwelle fixiert, während die Zylinder sich mit dem daran befestigten Propeller drehten. Der Vergaser saß auf dem (hohlen) Lagerzapfen der Kurbelwelle. Erst nach dem Krieg wurden stehende Sternmotoren in größerer Stückzahl eingesetzt. Auch das Motorrad Megola (1921) hatte einen Umlaufmotor im Vorderrad. Das Gehäuse lief mit Raddrehzahl um, die Kurbelwelle drehte sich mit fünffacher Raddrehzahl rückwärts. Fest mit der Vorderradgabel verbunden war das Gehäuse des dazwischenliegenden Planetengetriebes.

## Vorteile und Nachteile

### Vorteile
In der Anfangszeit der Flugmotorenentwicklung zeigten sich Sternmotoren den üblichen Reihenmotoren überlegen. Sternmotoren waren leichter als vergleichbare Reihenmotoren. Die kurze Baulänge kam den Flugzeugkonstrukteuren bei der Entwicklung wendiger Jagdflugzeuge entgegen, durch den guten Massenausgleich wurden wenig Vibrationen auf die filigranen Flugzeugzellen übertragen.
Im militärischen Bereich wurde die geringere Empfindlichkeit von luftgekühlten Sternmotoren gegen Beschuss als Vorteil gesehen, da die Gefahr einer Beschädigung eines Flüssigkeits-Kühlkreislaufes und damit des Kühlmittelverlustes nicht vorhanden ist; ein Verlust des Kühlmittels hat stets einen Ausfall des Motors innerhalb sehr kurzer Zeit zur Folge. Da luftgekühlte Sternmotoren keine korrosionsempfindlichen Kühler benötigen, wurde ihre Empfindlichkeit gegen Salzwasserkorrosion beim Trägereinsatz geringer eingeschätzt. Das veranlasste die US Navy dazu, für ihre auf Flugzeugträgern eingesetzten Flugzeuge (bis zur Einführung von Strahlflugzeugen) ausschließlich Muster mit Sternmotoren zu verwenden.
Sternmotoren mit (im Vergleich zu Reihenmotoren) großer Frontfläche schützen bei einmotorigen Flugzeugen dahinterliegende Bauteile und v. a. den Piloten vor Beschuss.

### Nachteile
Sternmotoren haben im Vergleich zu anderen Bauformen eine größere Stirnfläche und damit einen höheren Luftwiderstand. Die Entwicklung der widerstandsarmen NACA-Haube verbesserte die Situation gegenüber den vorher gebräuchlichen freistehenden Zylindern, dem Townend-Ring oder engangepassten Verkleidungen, konnte den Nachteil gegenüber Reihen- und V-Motoren jedoch nicht vollständig wettmachen. Bei Doppel- und Mehrfachsternmotoren ist der Widerstandsnachteil durch die Anordnung mehrerer Zylindersterne mit der gleichen Stirnfläche weniger ausgeprägt.
Die übliche Luftkühlung führt wegen Asymmetrien der kühlenden Luftströmung und vor allem bei mehrreihigen Motoren unvermeidlich dazu, dass nicht alle Zylinder oder Zylinderbereiche immer mit gleicher Temperatur arbeiten und einzelne Zylinder Gefahr laufen können, zu überhitzen oder zu unterkühlen.
Die Zylinderanordnung macht – besonders bei mehrreihigen Motoren – die Führung der einzelnen Abgas- und Ansaugleitungen von und zu allen Zylinderköpfen aufwändiger im Vergleich zu Reihen- oder V-Motoren, bei denen wenige Sammelleitungen alle Zylinder einer Bank anbinden können.
Da einige der Zylinder bauartbedingt nach unten hängen, ist es möglich, dass bei abgestelltem Motor Motoröl am Kolbenhemd und den Kolbenringen vorbei in den Brennraum sickert; dies führt zu einem erhöhten Ölverbrauch und kurzzeitiger Rauchbildung beim Anlassen. Im ungünstigsten Fall kann es beim Anlassen durch zu viel eingesickertes Öl zu einer hydraulischen Blockade eines Zylinders und damit zur Beschädigung oder Zerstörung des Motors kommen.

## Geschichte

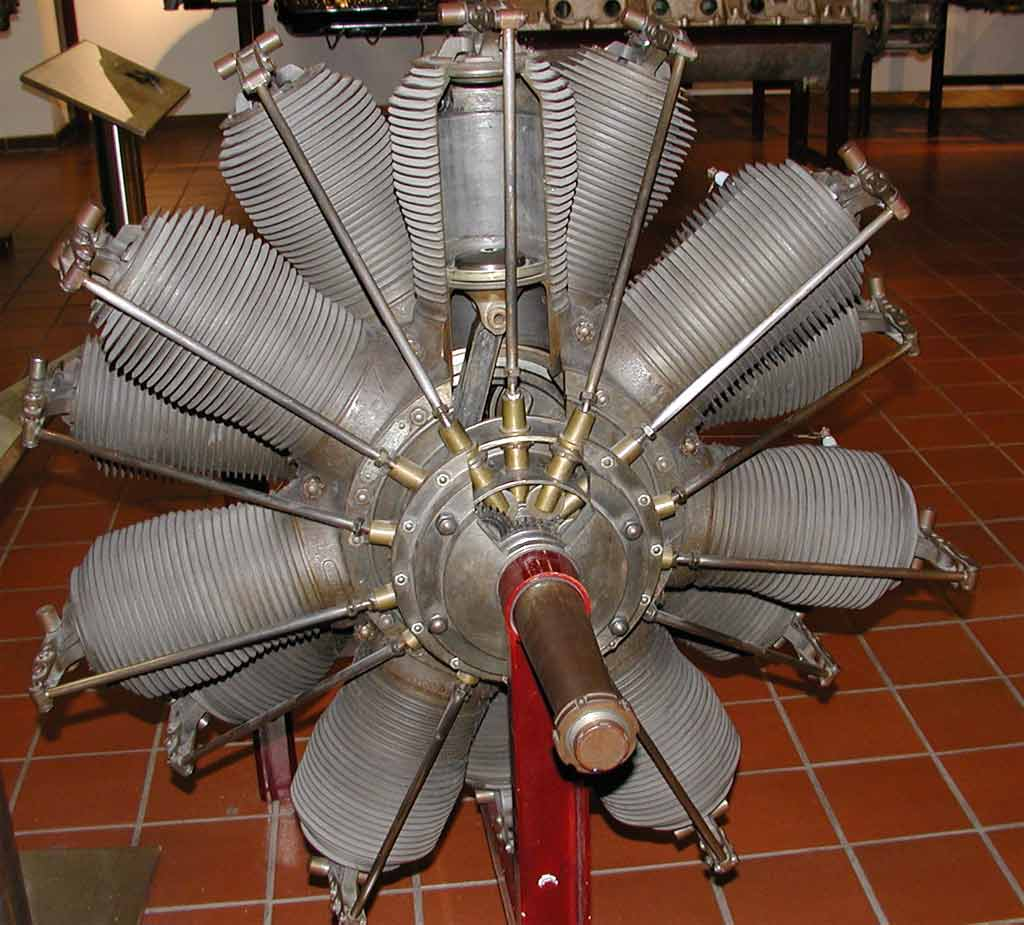
Umlauf-Doppelsternmotor von 1914 im Deutschen Museum

Erste Umlaufsternmotoren wurden von Félix Théodore Millet 1889 und 1899 von Stephen Balzer gebaut. Die ersten Sternmotoren mit stehendem Kurbelgehäuse folgten Anfang des 20. Jahrhunderts und wurden von Luftfahrtpionieren wie Louis Blériot als Flugmotoren eingesetzt. Bis zum Ende des Ersten Weltkrieges waren Umlaufmotoren die vorherrschende Bauform von Sternmotoren. Standmotoren in Sternbauweise setzten sich erst nach dem Ersten Weltkrieg durch, verdrängten Umlaufmotoren dann aber vollkommen, weil diese an prinzipbedingte Leistungsgrenzen stießen.
Obwohl Sternmotoren vor allem in der Luftfahrt verwendet wurden, gab es auch andere Anwendungen in Booten und Landfahrzeugen. Das Megola-Motorrad mit 5-Zylinder-Umlaufmotor im Vorderrad wurde aufgrund seiner Fahrleistungen und der ungewöhnlichen Bauform sehr bekannt. Die M4A1-Variante des im Zweiten Weltkrieg eingesetzten amerikanischen Sherman-Panzers wurde von einem umgebauten Wright J-5-Whirlwind-Flugmotor in Sternbauweise angetrieben. Der von Porsche für Zündapp entwickelte „Volkswagen“-Prototyp wurde ebenfalls von einem 5-Zylinder-Sternmotor angetrieben.
Wegen seiner großen Stirnfläche bei gegebener Zylinderzahl war der einreihige Sternmotor für den Hochgeschwindigkeitsflug ungeeignet; und mit der Einführung strömungsgünstiger Eindecker in der militärischen Luftfahrt, die in den 1930er Jahren stattfand, erwiesen sich wassergekühlte V-Motoren als den luftgekühlten Sternmotoren überlegen. Erst mit der Einführung von Doppelsternmotoren mit doppelter Zylinderzahl bei gleicher Stirnfläche wurden Sternmotoren wieder konkurrenzfähig.
Bei größeren Flugzeugen wie den amerikanischen Langstreckenbombern im Zweiten Weltkrieg, die durchweg mit Sternmotoren ausgerüstet waren, fiel die größere Stirnfläche des Motors gegenüber der Gesamtgröße des Flugzeuges kaum ins Gewicht. Durch den massenhaften Einsatz von Sternmotoren in der USAAF wurden die amerikanischen Sternmotoren auf einen sehr hohen Entwicklungsstand gebracht. Luftgekühlte Sternmotoren wurden nach dem Zweiten Weltkrieg der in der Zivilluftfahrt vorherrschende Motortyp.
1954 beschrieb der Ingenieur Heinz Gartmann den Sternmotor als Ergebnis eines Optimierungsprozesses:
„Die Flugmotoren begannen mit einem Zylinder. [Später] setzte man mehrere Zylinder hintereinander, vier, acht, ja sogar vierundzwanzig. Die Motoren wurden ungeheuer lang. Deshalb setzte man nun zwei Zylinderreihen nebeneinander und bekam den V-Motor. Schließlich nahm man zwei V-Motoren und machte daraus den X-Motor. Noch mehr Zylinder ließen sich zuletzt im Sternmotor unterbringen. Neun Zylinder ergaben einen Stern. Mehrere Sterne hintereinander ergaben bis zu 36 Zylindern in einem Motor. Man sparte jedes Gramm überflüssiges Gewicht, so daß die Motoren schließlich wahren Schmuckstücken glichen. Ein einziger Sternmotor leistet soviel wie zwei Schnellzuglokomotiven und wiegt weniger als die Räder von einer.“
Der Fortschritt in der Entwicklung von Abgasturbinen mündete in der Entwicklung von Turbo-Compound-Motoren, die zum Beispiel in der Lockheed Super Constellation eingesetzt wurden. Bei Compound-Motoren wie zum Beispiel dem Wright R-3350 wurde mit je drei Turbinen und hydraulischen Kupplungen die kinetische Energie der Abgase zusätzlich zum Antrieb der Propellerwelle verwendet.
Als Propellerturbinenluftstrahltriebwerke (PTL, Turboprop) gleicher und höherer Leistung zur Verfügung standen, verdrängten sie die Sternmotoren aufgrund ihrer einfachen Bauweise, großen Zuverlässigkeit und verbesserter Wirtschaftlichkeit vom Markt. Da der Sternmotor im niedrigen Leistungsbereich mit den günstigeren und kompakteren Boxermotoren konkurriert und PTL-Triebwerke heute die höheren Leistungsbereiche wirtschaftlich abdecken, werden Sternmotoren kaum noch eingesetzt.

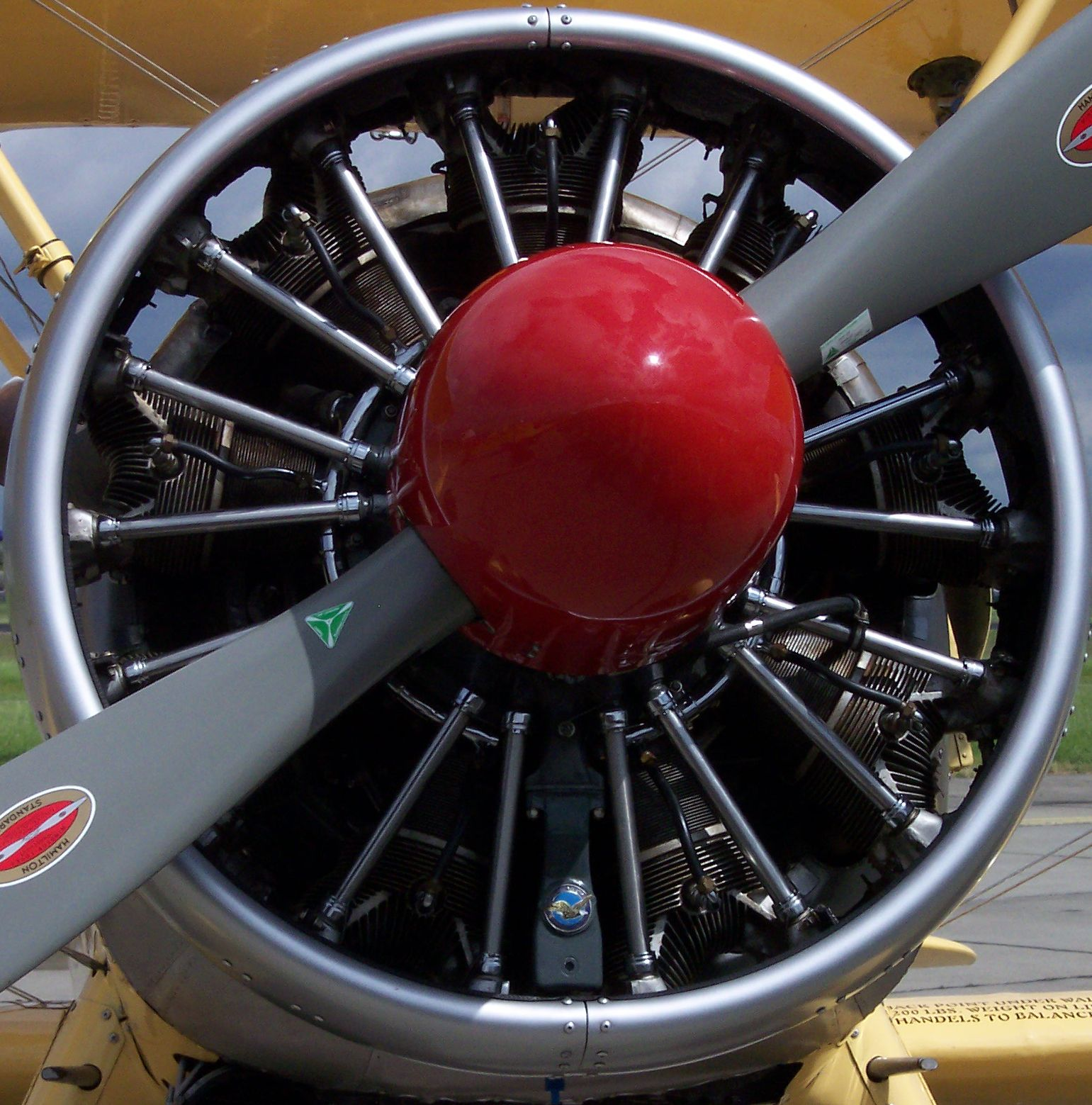
Pratt & Whitney R-985 AN14B Sternmotor mit Townend-Ring
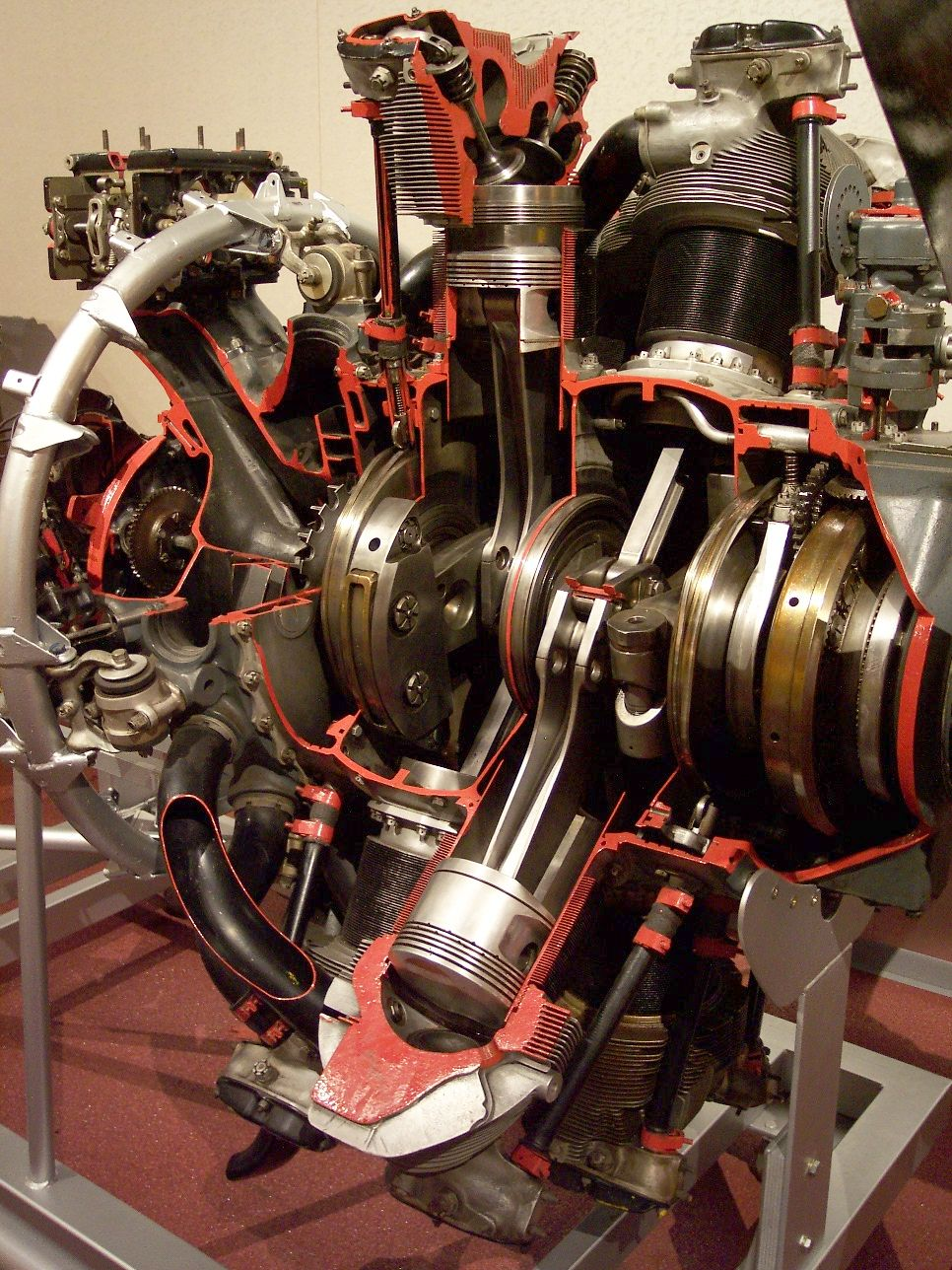
Aufgeschnittener Doppelsternmotor
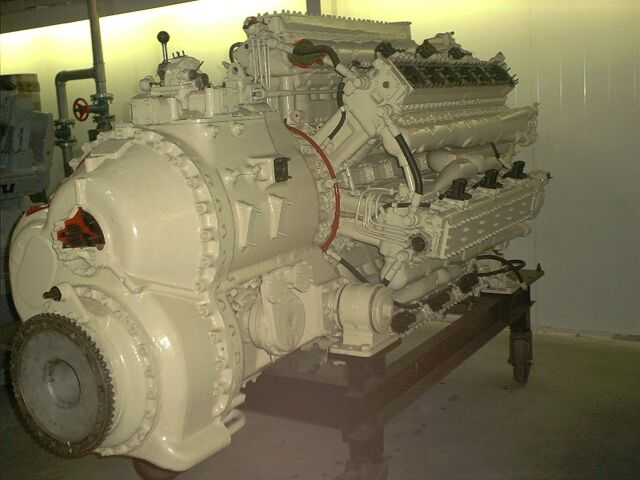
Wassergekühlter russischer 42-Zylinder-Reihensternmotor Swesda M503 für den Marineeinsatz
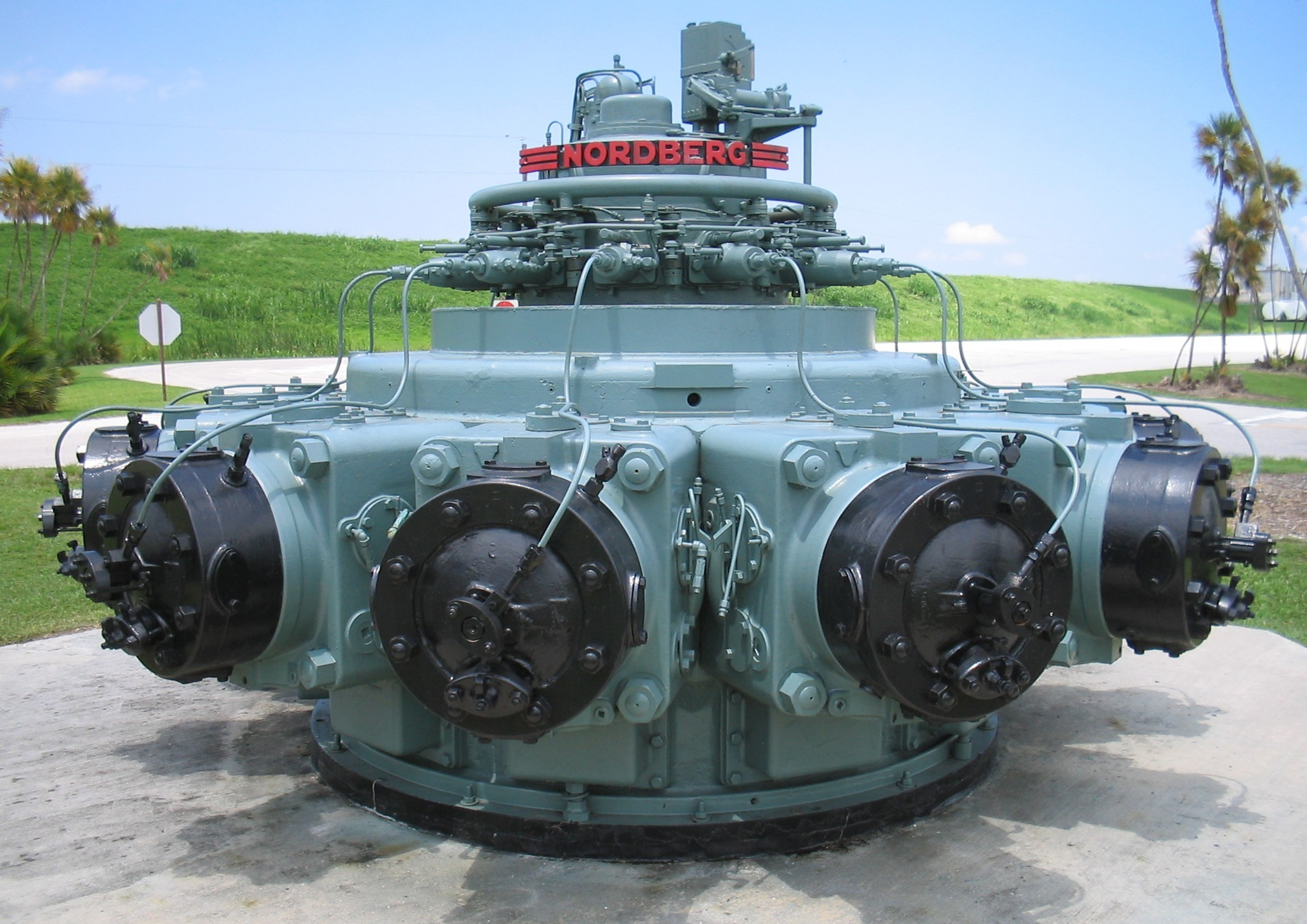
Ein Nordberg Diesel-Zweitaktsternmotor, der in Florida stationär als Pumpenantrieb im Einsatz war
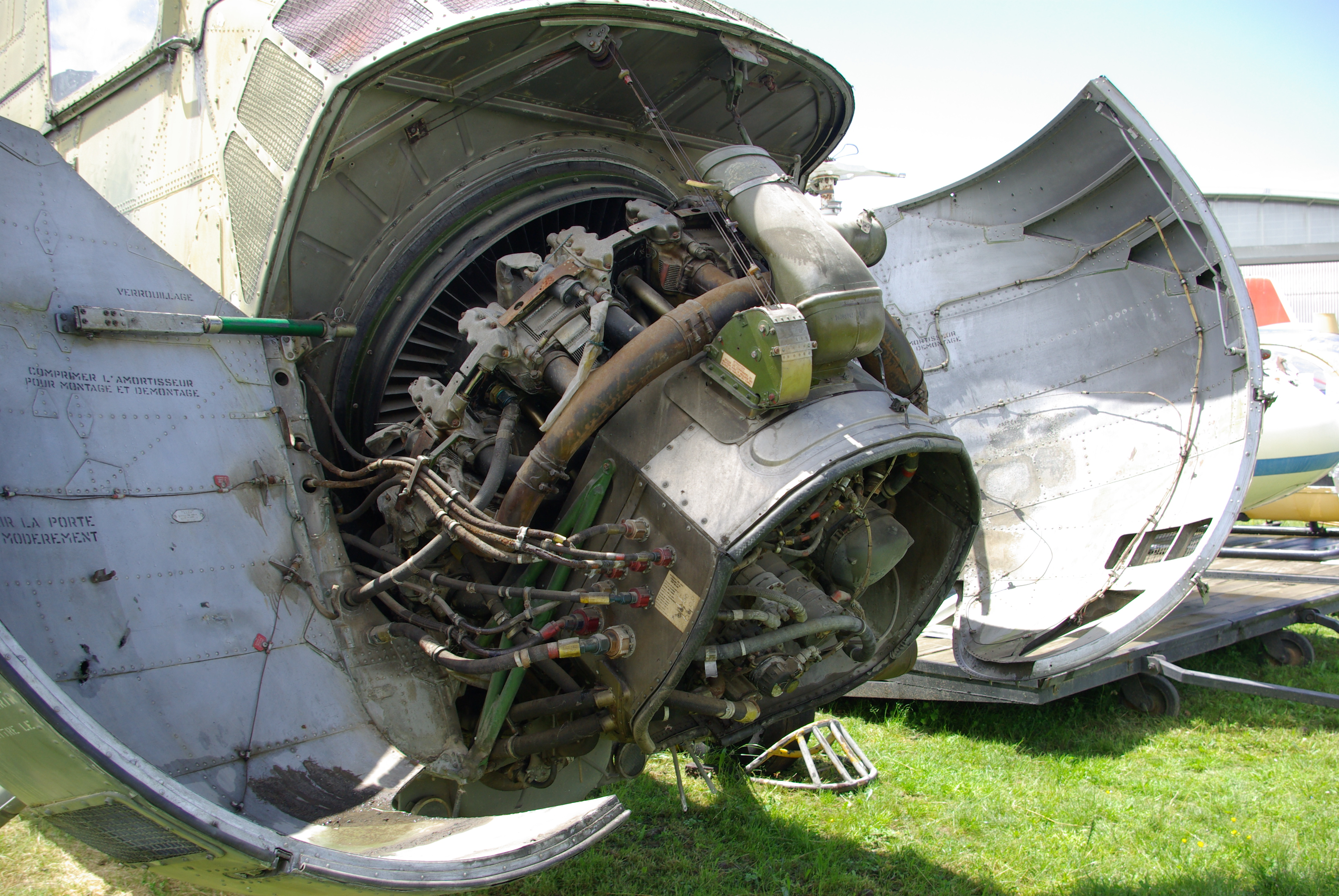
Sternmotor Wright R-1820 in einem Hubschrauber des Typs Sikorsky H-34
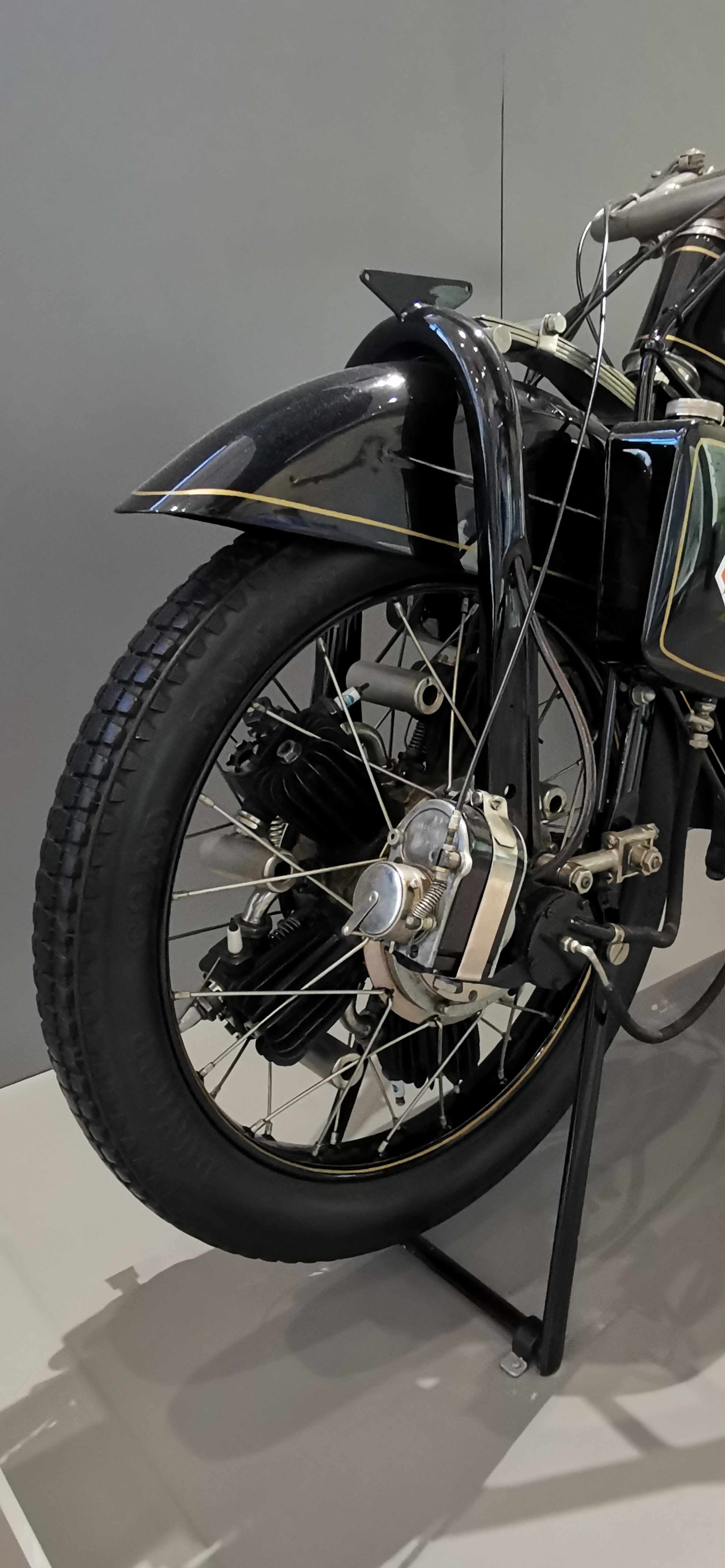
Sternmotor im Vorderrad von Megola-Motorrädern (1920–1926)